# Alan Bennett
Alan Bennett (n. 9 mai 1934, Armley⁠(d), Anglia, Regatul Unit) este un dramaturg, scenarist, actor și autor. A absolvit Universitatea Oxford unde a studiat istoria și a jucat alături de the Oxford Revue. A continuat să studieze istoria medievală la Universitate câțiva ani. A devenit faimos colaborând ca scriitor și actor cu  Dudley Moore, Jonathan Miller și Peter Cook în comedia satirică Beyond the Fringe în 1960 Festivalul de la Edinburgh.  Prima sa piesă Forty Years On a avut premiera în 1968.
Printre lucrările sale se numără The Madness of George III (Nebunia regelui George) și ecranizările sale, seria de monologuri  Talking Heads, piesa și ecranizarea acesteia The History Boys, cărți audio populare inclusiv lectura cărților Alice în Țara Minunilor și Winnie de Pluș.

## Legături externe
- Profile at the British Council
- Portraits at the National Portrait Gallery
- Alan Bennett la Internet Movie Database

## Vezi și
- Listă de dramaturgi englezi